# Триски
Триски (укр. Тріски) — село в Красиловском районе Хмельницкой области Украины.
Население по переписи 2001 года составляло 152 человека. Почтовый индекс — 31015. Телефонный код — 3855. Занимает площадь 0,534 км². Код КОАТУУ — 6822782502.

## Местный совет
31015, Хмельницкая обл., Красиловский р-н, с. Гриценки, ул. Октябрьская, 17